# Twm

twm est un gestionnaire de fenêtres

twm (Tab Window Manager) est un gestionnaire de fenêtres utilisé dans l’environnement graphique X Window System. C’est un logiciel libre maintenu par le projet X.Org et distribué selon les termes de la licence X11. Il fournit des barres de titre, des fenêtres formées et la gestion d’icônes. Extrêmement configurable, simple et léger, on l‘utilise souvent comme outil de test.

## Histoire
Le logiciel twm a été créé par Tom LaStrange, en 1987, comme alternative à uwm (en), un gestionnaire de fenêtres développé deux ans plus tôt pour le système d’exploitation ULTRIX par la société Digital. LaStrange travaillait encore au sein de la société Solbourne Computer (en) lorsqu’il distribua la version initiale, en avril 1988. Une version pour X11R1 est publiée deux mois plus tard sur le réseau Usenet, le 13 juin 1988. Il est approché neuf mois plus tard par le consortium X du MIT, par l’intermédiaire d’un certain Jim Filton. On lui propose de poursuivre la maintenance du logiciel dans le cadre dudit consortium. LaStrange accepte et travaille au sein du groupe au respect des nouvelles conventions de communication inter-clients. On ajouta aussi à la nouvelle version le support des barres de titres.
twm devient le gestionnaire de fenêtres standard de l’environnement graphique X Window System, depuis la version X11R4, en lieu et place du logiciel propriétaire Ultrix Window Manager. Son nom est un acronyme récursif qui signifiait alors « Tom's Window Manager », puis « Tab Window Manager » après l’intégration du projet au sein du consortium X.
Ce logiciel fait toujours partie du projet X.Org.

## X.Org
Si twm a été supplanté par des gestionnaires de fenêtres plus conviviaux, il n’en reste pas moins l’environnement de test privilégié du serveur X.Org, avant l’installation d’un environnement graphique. Il est souvent recommandé durant l’installation manuelle du système d’exploitation GNU/Linux, notamment par Daniel Robbins.

## Communauté
On lui reconnait un certain impact dans le développement des autres gestionnaires de fenêtres. Son code a inspiré moult projets, notamment swm (en), un autre logiciel créé par LaStrange, mais aussi vtwm (en) (Virtual Tabbed Window Manager), tvtwm (en), CTWM (en) (Claude's Tab Window Manager), FVWM (F Virtual Window Manager), etc. Bon nombre de projets ont repris ses innovations.

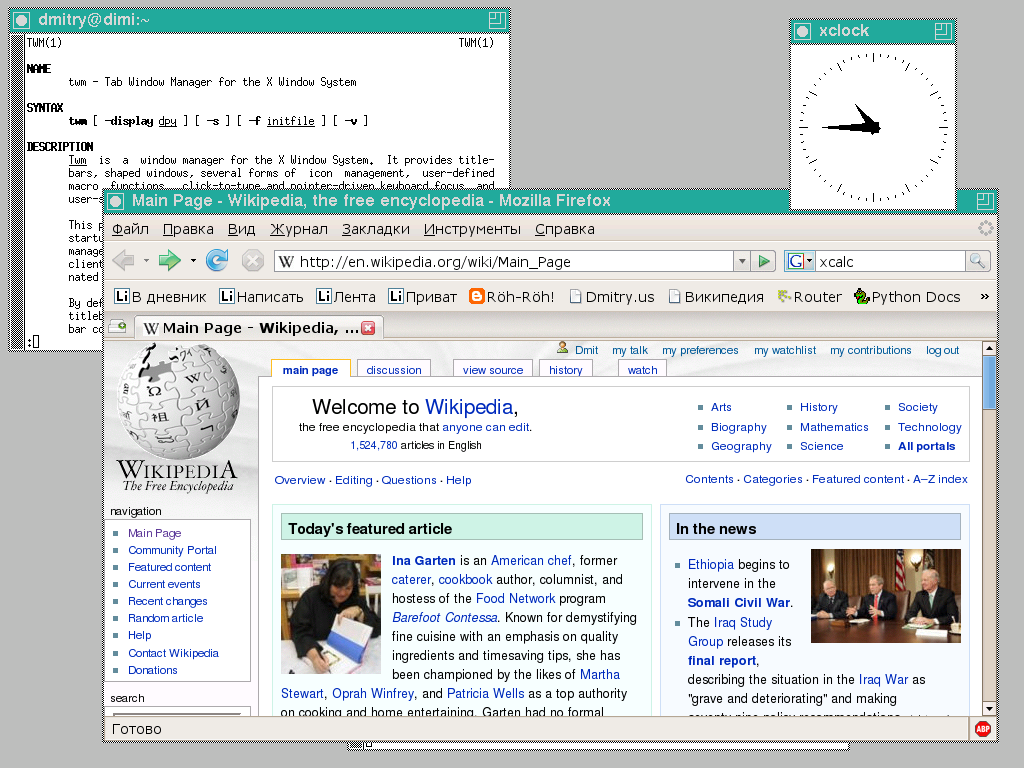
twm avec Mozilla Firefox

## Utilisation
Ce logiciel n’est plus utilisé par défaut dans les environnements graphiques modernes. Il est tantôt considéré obsolescent par les utilisateurs, tantôt comme le gestionnaire de fenêtres de dernier recours. D’autres l’ont toutefois adopté pour sa simplicité et sa légèreté, souvent comme outil de test. Grâce à son faible encombrement mémoire, il connaît un regain d'intérêt à la faveur des nano-ordinateurs apparus sur le marché depuis 2010.
twm est fortement personnalisable.
Son interface graphique (en particulier les raccourcis clavier, le poids donné à la navigation au clavier ou l'interaction avec la souris) est différente de celles habituellement trouvées dans les environnements de bureau modernes. En cela, cet environnement est difficile à utiliser les premières fois sans lire le manuel ; il est toutefois disponible dans la plupart des distributions du système d’exploitation GNU/Linux.

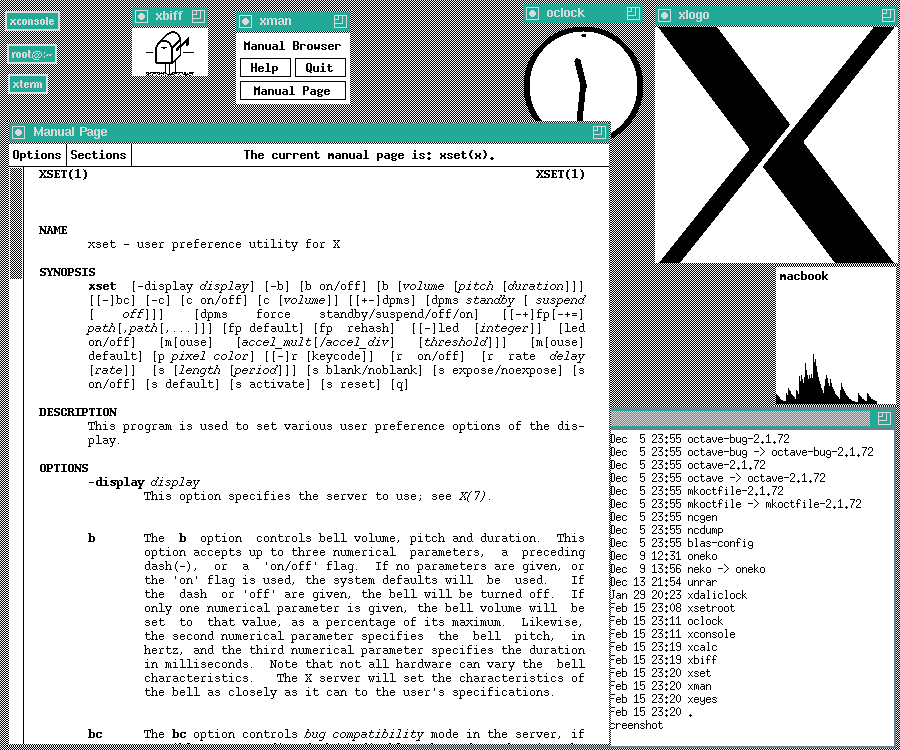
twm avec un grand nombre d’applications

## Notice pratique
Dans sa configuration par défaut, il affiche une barre de titre à deux boutons :
- Le bouton redimensionner (carrés imbriqués) : l’utilisateur clique dessus, déplace le pointeur de la souris sur le bord qu’il souhaite déplacer, puis le relâche lorsque la fenêtre a la taille désirée.
- Le bouton iconifier (cercle) : réduit la fenêtre dans une icône.

Il n’y a pas de bouton sur la barre de titre pour fermer la fenêtre. Un clic gauche sur le bureau affiche un menu qui comporte une option pour fermer la fenêtre.
Un clic gauche sur la barre de titre affiche la fenêtre au-dessus de la pile de fenêtres ; un clic du milieu déplace la fenêtre ; un clic droit la déplace en dessous de la pile.
La cible de saisie graphique suit le pointeur de la souris, elle ne se trouve pas sur la fenêtre qui a été cliquée en dernier. Quand une nouvelle fenêtre est créée, une grille est affichée suivant le pointeur de la souris, attendant que l’utilisateur clique à l’endroit où il souhaite que la fenêtre apparaisse. Un clic gauche permet de faire apparaître ladite fenêtre dans cette position avec cette taille, un clic du milieu permet de la redimensionner avant sa création, enfin, un clic droit la fait apparaître à cet endroit mais avec une taille verticale suffisamment longue pour atteindre le bas de l’écran. Bon nombre de ces comportements peuvent être configurés.

## Mainteneurs
Outre le créateur du projet, Tom LaStrange, on peut citer parmi les premiers contributeurs, alors membres consortium, les dénommés Jim Fulton, Keith Packard, Dave Sternlicht, ou Steve Pitschke, passé ensuite chez Stardent Computer (en), enfin, Dave Payne, lequel travaillera plus tard pour Apple.